# Fußball-Bundesliga 2019-2020 (Austria)
La Fußball-Bundesliga 2019-2020 (chiamata ufficialmente Tipico Bundesliga per motivi di sponsorizzazione) è stata la 108ª edizione del campionato di calcio austriaco. Il campionato, iniziato il 26 luglio 2019, è stato sospeso il 18 marzo 2020 a causa dell'emergenza dovuta alla pandemia di COVID-19; è ripreso il 2 giugno 2020 e terminato il 5 luglio. Il Salisburgo si è riconfermato campione, conquistando il suo quattordicesimo titolo, il settimo consecutivo.

## Stagione

### Novità
Dalla stagione precedente è stato retrocesso il Wacker Innsbruck, mentre dalla Erste Liga è stato promosso il WSG Swarovski Tirol, classificatosi al primo posto, che ha cambiato nome in WSG Swarovski Tirol.

### Formula
Le 12 squadre si affrontano in un girone di andata e ritorno, per un totale di 22 giornate. Al termine, le squadre sono divise in due gruppi di sei, in base alla classifica. Tutte le squadre inizieranno il girone con la i punti totalizzati durante la stagione regolare. Ogni squadra incontra le altre del proprio gruppo, in partite di andata e ritorno, per un totale di altre 10 giornate.

La squadra campione è ammessa ai play-off della UEFA Champions League 2020-2021. La seconda classificata è ammessa al secondo turno di qualificazione della UEFA Champions League 2020-2021.

La vincitrice della ÖFB-Cup 2019-2020 è ammessa alla fase a gironi della UEFA Europa League 2020-2021. La terza classificata è ammessa al terzo turno di qualificazione della UEFA Europa League 2020-2021.

Le squadre classificate al quarto, al quinto e al settimo posto partecipano alla gara play-off per l'assegnazione di un altro posto nel secondo turno di qualificazione della UEFA Europa League 2020-2021.

L'ultima classificata retrocederà in Erste Liga.

## Squadre partecipanti
| Club                | Città        | Stadio                  | Stagione precedente    |
| ------------------- | ------------ | ----------------------- | ---------------------- |
| Admira Wacker M.    | Mödling      | Bundesstadion Südstadt  | 10º posto              |
| Altach              | Altach       | Cashpoint-Arena         | 9º posto               |
| Austria Vienna      | Vienna       | Franz Horr Stadion      | 4º posto               |
| Hartberg            | Hartberg     | Hartberg Stadion        | 11º posto              |
| LASK                | Pasching     | Waldstadion             | 2º posto               |
| Mattersburg         | Mattersburg  | Pappelstadion           | 8º posto               |
| Rapid Vienna        | Vienna       | Gerhard Hanappi         | 7º posto               |
| Salisburgo          | Salisburgo   | Stadion Wals-Siezenheim | Campione d'Austria     |
| St. Pölten          | Sankt Pölten | NV Arena                | 6º posto               |
| Sturm Graz          | Graz         | Stadion Graz-Liebenau   | 5º posto               |
| WSG Swarovski Tirol | Wattens      | Alpenstadion            | 1º posto in Erste Liga |
| Wolfsberger         | Wolfsberg    | Lavanttal Arena         | 3º posto               |

## Stagione regolare

### Classifica finale
|  | Pos. | Squadra             | Pt | G  | V  | N  | P  | GF | GS | DR  |
|  | ---- | ------------------- | -- | -- | -- | -- | -- | -- | -- | --- |
|  | 1.   | Salisburgo          | 48 | 22 | 14 | 6  | 2  | 74 | 26 | +48 |
|  | 2.   | LASK (-12)          | 42 | 22 | 17 | 3  | 2  | 50 | 20 | +30 |
|  | 3.   | Rapid Vienna        | 40 | 22 | 11 | 7  | 4  | 47 | 26 | +21 |
|  | 4.   | Wolfsberger         | 38 | 22 | 11 | 5  | 6  | 50 | 27 | +23 |
|  | 5.   | Sturm Graz          | 32 | 22 | 9  | 5  | 8  | 37 | 28 | +9  |
|  | 6.   | Hartberg            | 29 | 22 | 8  | 5  | 9  | 36 | 50 | -14 |
|  | 7.   | Austria Vienna      | 25 | 22 | 5  | 10 | 7  | 33 | 36 | -3  |
|  | 8.   | Altach              | 24 | 22 | 7  | 3  | 12 | 34 | 44 | -10 |
|  | 9.   | Admira Wacker M.    | 19 | 22 | 4  | 7  | 11 | 22 | 43 | -21 |
|  | 10.  | WSG Swarovski Tirol | 19 | 22 | 5  | 4  | 13 | 26 | 50 | -24 |
|  | 11.  | Mattersburg         | 18 | 22 | 5  | 3  | 14 | 26 | 52 | -26 |
|  | 12.  | St. Pölten          | 17 | 22 | 3  | 8  | 11 | 21 | 54 | -33 |

Legenda:
      Ammesse alla Poule scudetto
      Ammesse alla Poule retrocessione
Note:

Tre punti per la vittoria, uno per il pareggio, zero per la sconfitta.
In caso di arrivo di due o più squadre a pari punti, la graduatoria verrà stilata secondo la classifica avulsa tra le squadre interessate che prevede, in ordine, i seguenti criteri:
- Punti generali
- Differenza reti generale
- Reti realizzate in generale
- Partite vinte in generale
- Partite vinte in trasferta
- Punti negli scontri diretti
- Differenza reti negli scontri diretti
- Differenza reti generale
- Sorteggio

### Risultati
|                       | Adm  | Alt  | AVi  | Har  | LAS  | Mat  | RVi  | Sal  | SPö  | SGr  | Wat  | Wol    |
| --------------------- | ---- | ---- | ---- | ---- | ---- | ---- | ---- | ---- | ---- | ---- | ---- | ------ |
| Admira Wacker Mödling | –––– | 2-0  | 0-0  | 0-1  | 0-1  | 1-3  | 0-3  | 1-1  | 1-1  | 0-2  | 3-1  | 0-3    |
| Altach                | 1-4  | –––– | 2-2  | 3-3  | 0-1  | 0-2  | 0-3  | 3-2  | 6-0  | 1-2  | 3-2  | 2-1    |
| Austria Vienna        | 1-1  | 2-0  | –––– | 5-0  | 0-3  | 2-1  | 1-3  | 2-2  | 0-0  | 1-0  | 2-3  | 1-1    |
| Hartberg              | 4-1  | 2-1  | 2-2  | –––– | 1-2  | 3-1  | 2-2  | 2-2  | 3-2  | 1-0  | 0-3  | 0-2    |
| LASK                  | 1-0  | 2-0  | 2-0  | 5-1  | –––– | 7-2  | 0-4  | 2-2  | 4-1  | 3-3  | 1-1  | 0-1    |
| Mattersburg           | 1-2  | 0-0  | 1-5  | 2-1  | 0-1  | –––– | 2-3  | 0-3  | 0-1  | 3-3  | 0-2  | 1-4    |
| Rapid Vienna          | 5-0  | 2-1  | 2-2  | 3-3  | 1-2  | 3-1  | –––– | 0-2  | 0-1  | 1-1  | 2-0  | 1-1    |
| Salisburgo            | 5-0  | 6-0  | 4-1  | 7-2  | 2-3  | 4-1  | 3-2  | –––– | 2-2  | 2-0  | 5-1  | 5-2    |
| St. Pölten            | 2-2  | 0-3  | 2-2  | 1-3  | 0-3  | 0-0  | 2-2  | 0-6  | –––– | 0-4  | 5-1  | 0-4    |
| Sturm Graz            | 4-1  | 1-2  | 1-1  | 3-1  | 0-2  | 1-2  | 0-1  | 1-1  | 3-0  | –––– | 2-0  | 1-2    |
| WSG Swarovski Tirol   | 1-1  | 0-4  | 3-1  | 0-1  | 0-2  | 1-3  | 0-2  | 1-5  | 1-1  | 1-5  | –––– | 2-0    |
| Wolfsberger           | 2-2  | 5-2  | 3-0  | 3-0  | 1-3  | 5-0  | 2-2  | 0-3  | 4-0  | 0-1  | 2-2  | ––––\| |

## Poule scudetto
I punti conquistati nella stagione regolare vengono dimezzati e, in caso, arrotondati per difetto.

### Classifica finale
|                    | Pos. | Squadra      | Pt | G  | V  | N | P  | GF  | GS | DR  |
| ------------------ | ---- | ------------ | -- | -- | -- | - | -- | --- | -- | --- |
| Austria (bandiera) | 1.   | Salisburgo   | 50 | 32 | 22 | 8 | 2  | 110 | 34 | +76 |
|                    | 2.   | Rapid Vienna | 38 | 32 | 17 | 7 | 8  | 64  | 43 | +21 |
|                    | 3.   | Wolfsberger  | 35 | 32 | 15 | 9 | 8  | 69  | 43 | +26 |
|                    | 4.   | LASK (-4)    | 33 | 32 | 20 | 4 | 8  | 67  | 37 | +30 |
|                    | 5.   | Hartberg     | 27 | 32 | 12 | 6 | 14 | 52  | 74 | -22 |
|                    | 6.   | Sturm Graz   | 19 | 32 | 10 | 5 | 17 | 46  | 60 | -14 |

Legenda:

      Campione dell'Austria e ammessa alla UEFA Champions League 2020-2021

      Ammessa al secondo turno di qualificazione della UEFA Champions League 2020-2021

      Ammessa alla UEFA Europa League 2020-2021

 Ammessa allo spareggio qualificazione della UEFA Europa League 2020-2021

### Risultati
|              | Har  | LAS  | RVi  | Sal  | SGr  | Wol  |
| ------------ | ---- | ---- | ---- | ---- | ---- | ---- |
| Hartberg     | –––– | 1-5  | 0-1  | 0-6  | 1-2  | 3-3  |
| LASK         | 1-2  | –––– | 0-1  | 0-3  | 4-0  | 0-1  |
| Rapid Vienna | 0-1  | 3-1  | –––– | 2-7  | 4-0  | 2-1  |
| Salisburgo   | 3-0  | 3-1  | 2-0  | –––– | 5-2  | 2-2  |
| Sturm Graz   | 1-4  | 0-2  | 2-3  | 1-5  | –––– | 1-2  |
| Wolfsberger  | 2-4  | 3-3  | 3-1  | 0-0  | 2-0  | –––– |

## Poule retrocessione
I punti conquistati nella stagione regolare vengono dimezzati e, in caso, arrotondati per difetto.

### Classifica finale
|  | Pos. | Squadra             | Pt | G  | V  | N  | P  | GF | GS | DR  |
|  | ---- | ------------------- | -- | -- | -- | -- | -- | -- | -- | --- |
|  | 7.   | Austria Vienna      | 34 | 32 | 12 | 11 | 9  | 49 | 47 | +2  |
|  | 8.   | Altach              | 26 | 32 | 10 | 8  | 14 | 45 | 53 | -8  |
|  | 9.   | St. Pölten          | 25 | 32 | 8  | 10 | 14 | 39 | 65 | -26 |
|  | 10.  | Mattersburg         | 21 | 32 | 8  | 6  | 18 | 39 | 64 | -25 |
|  | 11.  | Admira Wacker M.    | 18 | 32 | 6  | 10 | 16 | 29 | 57 | -28 |
|  | 12.  | WSG Swarovski Tirol | 16 | 32 | 6  | 8  | 18 | 34 | 66 | -32 |

Legenda:
 Ammessa allo spareggio Europa League
      Retrocessa in 2. Liga 2020-2021 per insolvenza e successivamente dichiarata fallita
Note:

Tre punti per la vittoria, uno per il pareggio, zero per la sconfitta.

### Risultati
|                       | Adm  | Alt  | AVi  | Mat  | SPö  | Wat  |
| --------------------- | ---- | ---- | ---- | ---- | ---- | ---- |
| Admira Wacker Mödling | –––– | 1-1  | 0-2  | 0-2  | 0-3  | 0-3  |
| Altach                | 1-1  | –––– | 1-2  | 1-1  | 2-0  | 1-1  |
| Austria Vienna        | 1-0  | 0-2  | –––– | 1-0  | 2-5  | 1-0  |
| Mattersburg           | 1-2  | 1-1  | 1-4  | –––– | 2-0  | 4-1  |
| St. Pölten            | 0-3  | 2-0  | 1-1  | 1-0  | –––– | 1-1  |
| WSG Swarovski Tirol   | 0-0  | 0-1  | 1-2  | 1-1  | 0-5  | –––– |

## Play-off per l'Europa League

### Semifinale
|                | Risultati |        | Luogo e data          |
| -------------- | --------- | ------ | --------------------- |
| Austria Vienna | 1 - 0     | Altach | Vienna, 8 luglio 2020 |
|                |           |        |                       |

### Finale
|                | Risultati |                | Luogo e data             |
| -------------- | --------- | -------------- | ------------------------ |
| Austria Vienna | 2 - 3     | Hartberg       | Vienna, 11 luglio 2020   |
| Hartberg       | 0 - 0     | Austria Vienna | Hartberg, 15 luglio 2020 |
|                |           |                |                          |

## Classifica marcatori
| Gol |  |  | Giocatore           | Squadra               |
| --- |  |  | ------------------- | --------------------- |
| 30  |  |  | Shon Weissman       | Wolfsberger           |
| 24  |  |  | Patson Daka         | Salisburgo            |
| 19  |  |  | Taxiarchīs Fountas  | Austria Vienna        |
| 17  |  |  | Christoph Monschein | Austria Vienna        |
| 17  |  |  | Dario Tadić         | Hartberg              |
| 16  |  |  | Erling Haaland      | Salisburgo            |
| 12  |  |  | Sinan Bakış         | Admira Wacker Mödling |
| 12  |  |  | Zlatko Dedič        | WSG Swarovski Tirol   |
| 12  |  |  | Andreas Gruber      | Mattersburg           |
| 12  |  |  | Klauss              | LASK                  |
| 11  |  |  | Hwang Hee-chan      | Salisburgo            |